# Mohammed Ismail Mohammed
Mohammed Ismail Mohammed er en dansk skuespiller, der blandt andet har medvirket som Zakaria i filmene Danmarks sønner (2019) og Zuz i Hele vejen (2025). Han blev nomineret til en Bodil for bedste mandlige hovedrolle for sin debutrolle som Zakaria.

## Roller
Mohammed har medvirket i tre danske tv-serier og to spillefilm (pr. april 2025):

### TV
- Huset (2023) - Glock (én episode)
- Graverne (2024) - Amir (én episode)
- Den som dræber - Fanget af mørket (2024) - Billy (2 episoder)

### Film
- Danmarks sønner (2019) - Zakaria
- Hele vejen (2025) - Zuz

## Hæder
Mohammed blev nomineret til Bodilprisen for bedste mandlige hovedrolle i 2020 for sin debutrolle som Zakaria i Danmarks sønner.